# Минсвил (Џорџија)
Минсвил (Џорџија) (енгл. Meansville) град је у америчкој савезној држави Џорџија. По попису становништва из 2010. у њему је живело 182 становника.

## Демографија
Према попису становништва из 2010. у граду је живело 182 становника, што је 10 (5,2%) становника мање него 2000. године.
| Група             | 2000.       | 2010.       |
| Белци             | 145 (75,5%) | 134 (73,6%) |
| Афроамериканци    | 33 (17,2%)  | 41 (22,5%)  |
| Азијати           | 0 (0,0%)    | 0 (0,0%)    |
| Хиспаноамериканци | 8 (4,2%)    | 1 (0,5%)    |
| Укупно            | 192         | 182         |